# Páleč
Páleč är en ort i Tjeckien.   Den ligger i regionen Mellersta Böhmen, i den centrala delen av landet, 40 km nordväst om huvudstaden Prag. Páleč ligger 263 meter över havet och antalet invånare är 154.
Terrängen runt Páleč är platt, och sluttar österut. Runt Páleč är det tätbefolkat, med 343 invånare per kvadratkilometer. Närmaste större samhälle är Kladno, 18,7 km söder om Páleč. Trakten runt Páleč består till största delen av jordbruksmark.